# Timol
El timol (2-isopropil-5-metilfenol) es una sustancia cristalina incolora con un olor característico que está presente en la naturaleza en los aceites esenciales del tomillo (Thymus vulgaris) o del orégano (Origanum majorana), que se encuentra a la vez el cimeno y el timeno, Adolph Edvard Arppe demostró también su existencia en la esencia de monarda (Monarda punctata) y el químico escocés John Stenhouse en la de Ptychotis ajowan. 
El timol se forma en distintas circunstancias, de las que algunas tienen carácter sintético y para obtenerlo por síntesis,  partiendo del aldehído cumínico nitrado,  se le trató en frío por el percloruro de fósforo, dando lugar a un líquido oleaginoso, que tras ser lavado con agua para separar el oxicloruro de fósforo y extraído por medio del éter se le dio la fórmula C6H3(C3H7)(NO2)(CHCL2), y sin llegar a la completa purificación de esta substancia se la disuelve en alcohol y se le trata por ácido clorhídrico y zinc, impidiendo que la temperatura se eleve a más de 12º, dando por terminada la reacción cuando un pequeño ensayo no precipita ya por el agua:
- En estas condiciones el hidrógeno naciente reduce los grupos CHCl2, originando zincidina (C9H10(CH3)NH2.
- Su sulfato disuelto mezclado con una molécula de nitrito sódico y tratado por la cantidad equivalente del ácido sulfúrico muy diluido se transforma en timol, según un procedimiento que se consideró general para realizar la síntesis de los fenoles monodínamos.

El timol pertenece al grupo de los terpenos y un isómero del timol es el carvacrol, y su fórmula C10H14O no es suficiente para caracterizar de una manera completa esta composición química y es preciso recurrir a la fórmula de constitución para evitar confusión.

## Presentación
- Cuando esta puro, se presenta el timol bajo la forma de tablas romboidales transparentes, estriadas paralelamente a los lados y con frecuencia agrupados de manera que simulan hexágonos irregulares
- El que se deposita espontáneamente en la esencia de tomillo lo hace en prismas oblicuos de base rómbica, bastante voluminosa y provistas de facetas suplementarias sobre las aristas laterales
- Puede adquirir el estado líquido o gaseoso, y muy soluble en el éter, el alcohol y el ácido acético concentrado, se disuelve poco en el agua, que en cambio no le precipita de su disolución acuosa

## Historia
Hay constancia de que los antiguos egipcios utilizaron ya el tomillo y con ello el timol en la conservación de sus momias debido a sus propiedades bactericidas. Como sustancia fue descubierto en 1719 por Caspar Neumann. La primera síntesis por parte de M. Lallemand data 1842. En otros tiempos fue utilizado para el tratamiento de la anquilostomiasis.

## Síntesis
El timol se obtiene por adición de m-cresol a propeno.

## Reacciones
Como los fenoles en general el timol se disuelve en bases formando la sal correspondiente. 
La hidrogenación de timol da la mezcla racémica de (+/-)-mentol.
La reacción que sirve para conocerle consiste en disolverle en ácido sulfúrico y añadir una mezcla de este mismo ácido y de nitrito potásico con lo que se desarrolla coloración primero verde y luego azul, y si después se añade a la disolución el doble de su volumen de ácido sulfúrico y se vierte todo en agua se precipita una materia resinosa de color violeta.

## Aplicaciones
El timol se caracteriza por su poder desinfectante y fungicida. Por su sabor agradable está presente en la formulación de diversos enjuagues bucales, pastas de dientes, etc. Se utiliza una disolución de 5% timol en etanol para la desinfección dérmica y contra infecciones por hongos.
En veterinaria se aplica igualmente contra infecciones dérmicas y para estimular la digestión.
En apicultura se usa para combatir un ácaro parasitario de la abeja llamado varroa.

## Analítica
- Aproximadamente 0,2 g de la sustancia se disuelven calentando en 2 ml de sosa diluida. Tras añadir 0,2 ml cloroformo y calentar nuevamente en un baño de agua se produce una coloración violeta.
- aproximadamente 2 mg de la sustancia se disuelven en 1 ml ácido acético anhidro. Tras añadir 0,15 ml ácido sulfúrico y 0,05 ml ácido nítrico se produce un color azul verdoso.

## Derivados
El timol, en su virtud de su carácter fenólico, produce multitud de derivados de sustitución, como los siguientes:
- Derivados alcohólicos:
  - Etiltimol
  - Metiltimol
  - Amiltimol
- Eteres de timol:
  - Benzoato de tinilo
  - Éter ditimilcarbónico
  - Etiltimilcarbónico
- Derivados clorados:
  - Timol triclorado
  - Timol pentaclorado
- Derivados nitrados:
  - Timol mononitrado
  - Timol trinitrado
- Derivados nitrosados:
  - Nitrosotimol.- Con fórmula C10H12(NO).OH, ya se obtenga como primera materia de la esencia de tomillo, ya proceda de síntesis, es un cuerpo sólido, de color amarillo, cristalizable en finas agujas, con los alcalis forma combinaciones salinas, descomponiéndose por el ácido carbónico del aire y susceptible de cristalizar en el vacío en forma de largas agujas de color amarillo obscuro.

## Derivados sulfoconjugados
El timol se combina con el anhídrido sulfúrico para formar los ácidos timosulfúnico o timosulfuroso, cuerpo de propiedades ácidas resultante de la combinación directa del timol con el anhídrido sulfúrico o de la sustitución de un átomo de hidrógeno de dicho timol por el radical SO3H:
- El primer químico que indicó la existencia de estos cuerpos fue Lallemand, que describió un ácido sulfocojugado del timol, al que llamó ácido sulfotímico
- Las investigaciones de Engelhardt y Latschinoff demostraron dos derivados sulfoconjugados monosustituídos e isomeros y otro disustituído y la existencia de un tercer ácido isomero de los dos primeros.

## Timoquinona
Todos los ácidos sulfoconjugados que se derivan del timol producen al oxidarse compuestos quinónicos, timoquinona, cuerpo perteneciente al grupo de las quinonas y derivado del timol por un mecanismo análogo al que da origen a la quinona ordinaria partiendo del ácido férrico.

## Timodialdehido
Cuerpo descubierto por Hans Kobek en 1883, que se obtuvo calentando en aparato destilatorio provisto de refrigerante ascendente la mezcla formada por una molécula de timol, otra de cloroformo y cuatro de sosa cáustica, y se presenta bajo agujas amarillentas, solubles en el alcohol y su fórmula de composición C12H14O3; obra de Kobek: Ueber einige Abkömmlinge des Thymols,.., Berlín, 1884.

## Otros ácidos
- Ácido timoláctico.- Cuerpo de propiedades ácidas que se formó tratando el timol sodado obtenido por síntesis por el ácido propiónico.
- Ácido timótico.- Todo cuerpo de propiedades ácidas derivado del timol sustituido uno de los átomos de hidrógeno del grupo bencénico por el radical carboxilo CO2H.
- Ácido timoxicúminico.- Cuerpo de propiedades ácidas descubierto por Barth,, obtenido cuando se funde el timol con la potasa a baja temperatura, cuerpo sólido, cristalizado en agujas incoloras, fusibles a 143°, con fórmula C10H12O3

## Fuente
- Montaner y Simon (editores).- Diccionario Enciclopédico Hispano-Americano, Barcelona, 1887-1910.